# Xương rồng lửa Mexico
Ferocactus pilosus là một loài thực vật thuộc Họ Xương rồng. Loài này phân bố ở phía nam Saltillo, Coahuila, đông bắc México.